# BFG Tech
BFG Technologies war ein amerikanischer Hersteller von Computerhardware, der durch seine Nvidia-basierten Mainboards und Grafikkarten bekannt geworden ist. Der Geschäftsführer des im Jahre 2002 gegründeten Unternehmens war bis zu dessen Auflösung Scott Herkelman. Hervorzuheben ist, dass BFG Tech als eines der ersten Unternehmen Lebenszeitgarantien auf alle Grafikprodukte bot und außerdem freie, sachverständige technische Unterstützung bereitstellte. Das Unternehmen verkaufte als erstes vom Werk aus übertaktete Grafikkarten, um den Computer-Enthusiasten eine gehobene Leistung bieten zu können.
Der Hersteller produzierte hauptsächlich Grafikkarten von Nvidia, Mainboards sowie High-Performance-Netzteile. Des Weiteren stellte BFG Computergehäuse, Kühler, Kabel und Mauspads her. Das Unternehmen wurde mehrfach mit Awards in allen vertretenden Kategorien ausgezeichnet.
Im Januar 2009 startete BFG Technologies seine Desktop Computer Linie „Phobos“. Als Besonderheit bieten diese Systeme ein Touchscreen zur Systemkontrolle sowie eine Wasserkühlung der Firma Cool IT für Intel-Prozessoren.
Im Mai 2010 kündigt BFG Technologies an, dass sie sich aus dem Grafikkartenmarkt bis auf weiteres zurückziehen. Als Grund wird angegeben, dass der Markt einfach nicht mehr profitabel für das Unternehmen ist.

“After eight years of providing innovative, high-quality graphics cards to the market, we regret to say that this category is no longer profitable for us, although we will continue to evaluate it going forward.”

Mitte August 2010 wurde die Bearbeitung von Garantiefällen eingestellt. Im September 2010 wurde das Unternehmen schließlich aufgelöst.